# Iosefa Tekori
Joseph Iosefa Tekori, detto Joe (Apia, 17 dicembre 1983), è un rugbista a 15 samoano che gioca principalmente nel ruolo di seconda linea, ma che può occupare anche quello di terza linea. Dal 2013 milita nel Tolosa in Top 14.

## Biografia
Tekori ottenne il suo primo ingaggio professionistico come rugbista nell'Auckland con cui disputò l'Air New Zealand Cup del 2006. L'anno seguente si trasferì in Francia nel Castres militante nel Top 14; il suo impatto nel rugby europeo fu ottimo in quanto già alla prima stagione con la squadra occitana disputò più di venti partite nel massimo campionato francese. Nell'annata 2010-2011 sopperì alla delusione dell'eliminazione ai quarti di finale, ottenendo la personale soddisfazione di essere il miglior marcatore di mete tra gli avanti di tutta la competizione con ben 9 segnature. Nel 2012-2013, riuscì a vincere il campionato francese, giocando anche la finale nonostante una frattura del braccio lo avesse tenuto fuori dal campo per 4 mesi durante la stagione. Nel corso dei sei anni trascorsi a Castres, disputò più di cento partite nel Top 14 condite da 24 mete e ricoprì anche il ruolo di capitano. Già nell'aprile 2013 fu annunciato ufficialmente il suo trasferimento al Tolosa, squadra con la quale firmò un contratto triennale. Le sue prestazioni nel club tolosano gli valsero un rinnovo di contratto nel 2016 e la nomina a capitano per la stagione 2017-2018 da parte del suo coach Ugo Mola. Nell'annata successiva condusse la formazione francese alla conquista del suo ventesimo titolo in Top 14, il secondo vinto nella sua carriera.
Tekori fece la sua prima esperienza di rugby internazionale giocando per Samoa contro il Sudafrica in un incontro amichevole del giugno 2007; lo stesso mese scese in campo contro il Giappone nella Pacific Nations Cup del 2007. Nonostante queste due uniche presenze, l'allenatore Michael Jones lo incluse nella rosa della nazionale samoana per partecipare alla Coppa del Mondo di rugby 2007, competizione nella quale disputò quattro incontri. Successivamente fu assente dalla nazionale per due anni, ritornando a vestire la maglia della selezione isolana in occasione della Pacific Nations Cup del 2009; nei due anni seguenti si aggiudicò la IRB Pacific Nations Cup 2010 e ottenne la convocazione per la Coppa del Mondo di rugby 2011. La sua presenza nella nazionale di Samoa fu costante nelle annate seguenti, vinse per la seconda volta la Pacific Nations Cup nel 2014 e poi partecipò per la terza volta nella sua carriera alla massima competizione mondiale di rugby nel 2015. Per tre anni non disputò più nessun incontro con la maglia della selezione del Pacifico , ma nel giugno 2018 fu richiamato in occasione dello spareggio per la qualificazione alla Coppa del Mondo di rugby 2019 vinto contro la Germania.
A partire dal maggio 2011, Tekori fu invitato più volte a giocare nei Barbarians, selezione con la quale vanta tre mete in sei presenze.

## Palmarès
- Campionati francesi: 3
Castres: 2012-13
Tolosa: 2018-19, 2020-2021
- Champions Cup: 1
Tolosa: 2020-21
- Pacific Nations Cup : 2
Samoa: 2010, 2014